# Michael Valgren
Michael Valgren Hundahl (nacido como Michael Valgren Andersen; 7 de febrero de 1992) es un ciclista danés miembro del equipo EF Education-EasyPost.

## Palmarés
2012
- Lieja-Bastoña-Lieja sub-23

2013
- Lieja-Bastoña-Lieja sub-23
- Flèche du Sud, más 1 etapa
- 1 etapa del Tour del Porvenir

2014
- 3.º en el Campeonato de Dinamarca Contrarreloj
- Campeonato de Dinamarca en Ruta
- Vuelta a Dinamarca

2016
- 2.º en el Campeonato de Dinamarca Contrarreloj
- 2.º en el Campeonato de Dinamarca en Ruta
- Vuelta a Dinamarca, más 1 etapa

2018
- Omloop Het Nieuwsblad
- Amstel Gold Race

2021
- Giro de Toscana
- Coppa Sabatini
- 3.º en el Campeonato Mundial en Ruta

## Resultados en Grandes Vueltas y Campeonatos del Mundo
| Carrera         | Carrera         | 2011 | 2012 | 2013 | 2014  | 2015 | 2016 | 2017 | 2018 | 2019 | 2020 | 2021 | 2022 | 2023 | 2024 | 2025 |
| --------------- | --------------- | ---- | ---- | ---- | ----- | ---- | ---- | ---- | ---- | ---- | ---- | ---- | ---- | ---- | ---- | ---- |
|                 | Giro de Italia  | —    | —    | —    | —     | —    | —    | —    | —    | —    | —    | —    | —    | —    | 38.º | —    |
|                 | Tour de Francia | —    | —    | —    | —     | Ab.  | 77.º | 61.º | 44.º | 75.º | 73.º | 53.º | —    | —    | —    | 72.º |
|                 | Vuelta a España | —    | —    | —    | 128.º | —    | —    | —    | —    | —    | 33.º | —    | —    | —    | —    | —    |
| Mundial en Ruta | Mundial en Ruta | —    | —    | —    | 20.º  | 67.º | —    | 21.º | 7.º  | 6.º  | 11.º | 3.º  | —    | —    | Ab.  | —    |

—: no participa

Ab.: abandono

## Equipos
- Glud & Marstrand/Cult Energy (2011-2013)
  - Glud & Marstrand-LRØ (2011-2012)
  - Team Cult Energy (2013)
- Tinkoff (2014-2016)
  - Tinkoff-Saxo (2014-2015)
  - Tinkoff (2016)
- Astana Pro Team (2017-2018)
- Dimension Data/NTT[1] (2019-2020)
  - Dimension Data (2019)
  - NTT Pro Cycling (2020)
- EF Education First[2] (2021-2022)
  - EF Education-NIPPO (2021)
  - EF Education-EasyPost (2022)
- EF Education-NIPPO Development Team (2023)
- EF Education-EasyPost (2024-)